# Marko Krsmančić
Marko Krsmančić (serbisch-kyrillisch Марко Крсманчић; * 2. Dezember 1989 in Negotin, SFR Jugoslawien) ist ein ehemaliger serbischer Handballspieler.

## Karriere
Der 1,88 Meter große Rückraumspieler begann seine Profi-Karriere beim RK Jugović in seiner Heimat. 2010 wechselte er nach Deutschland zum DHC Rheinland, der zu diesem Zeitpunkt in der Handball-Bundesliga spielte. Bereits nach einer Saison unterschrieb er beim österreichischen Erstligisten Alpla HC Hard. Mit den Vorarlbergern konnte er 2012, 2013, 2014 und 2015 den Staatsmeistertitel in der Handball Liga Austria sowie 2014 den ÖHB-Cup, und somit das Double, gewinnen. Dadurch nahm er auch wiederholt an Bewerben der EHF teil. 2012 und 2013 an dem Qualifikationsturnier der EHF Champions League und bedingt durch das Ausscheiden bei diesen dann an der Qualifikationsrunde des EHF-Pokals. Im Sommer 2015 wechselte Krsmančić nach Ungarn zum Tatabánya KC. 2016 verpflichtete Beşiktaş Istanbul den Aufbauspieler. Mit Beşiktaş gewann er 2017, 2018 und 2019 die türkische Meisterschaft. Nachdem Krsmančić in der Saison 2019/20 für den ungarischen Verein Dabas Kezilabda Klub auflief, kehrt er im Sommer 2020 zu Alpla HC Hard zurück und gewann in der Saison 2020/21 erneut die österreichische Meisterschaft. Für die Saison 2021/22 lief Krsmančić für Roter Stern Belgrad auf, danach beendete er seine Karriere.

## HLA-Bilanz
| Saison    | Verein        | Spielklasse | Tore | 7-Meter      | Feldtore |
| --------- | ------------- | ----------- | ---- | ------------ | -------- |
| 2011/12   | Alpla HC Hard | HLA         | 124  | 14/25        | 110      |
| 2012/13   | Alpla HC Hard | HLA         | 149  | 1/1          | 148      |
| 2013/14   | Alpla HC Hard | HLA         | 107  | 0/0          | 145      |
| 2014/15   | Alpla HC Hard | HLA         | 31   | 0/0          | 31       |
| 2020/21   | Alpla HC Hard | HLA         | 44   | 0/0          | 44       |
| 2011–2021 | gesamt        | HLA         | 455  | 15/26 (58 %) | 440      |

## Erfolge
- 5× Österreichischer Meister (mit Alpla HC Hard)
- 1× Österreichischer Pokalsieger (mit Alpla HC Hard)
- 1× Österreichischer Supercup-Sieger
- 3. Platz Nemzeti kézilabda-bajnokság 2015/2016
- 3× Türkischer Meister (mit Beşiktaş Istanbul)
- 3× Türkischer Pokalsieger (mit Beşiktaş Istanbul)
- 2× Türkischer Supercup-Sieger (mit Beşiktaş Istanbul)